# Parornix cotoneasterella
Parornix cotoneasterella là một loài bướm đêm thuộc họ Gracillariidae. Nó được tìm thấy ở Tajikistan và Turkmenistan.
Ấu trùng ăn Cotoneaster avellana và Cotoneaster hissarica. Chúng có thể ăn lá nơi chúng làm tổ.